# Hiroyuki Miyazawa (Politiker)

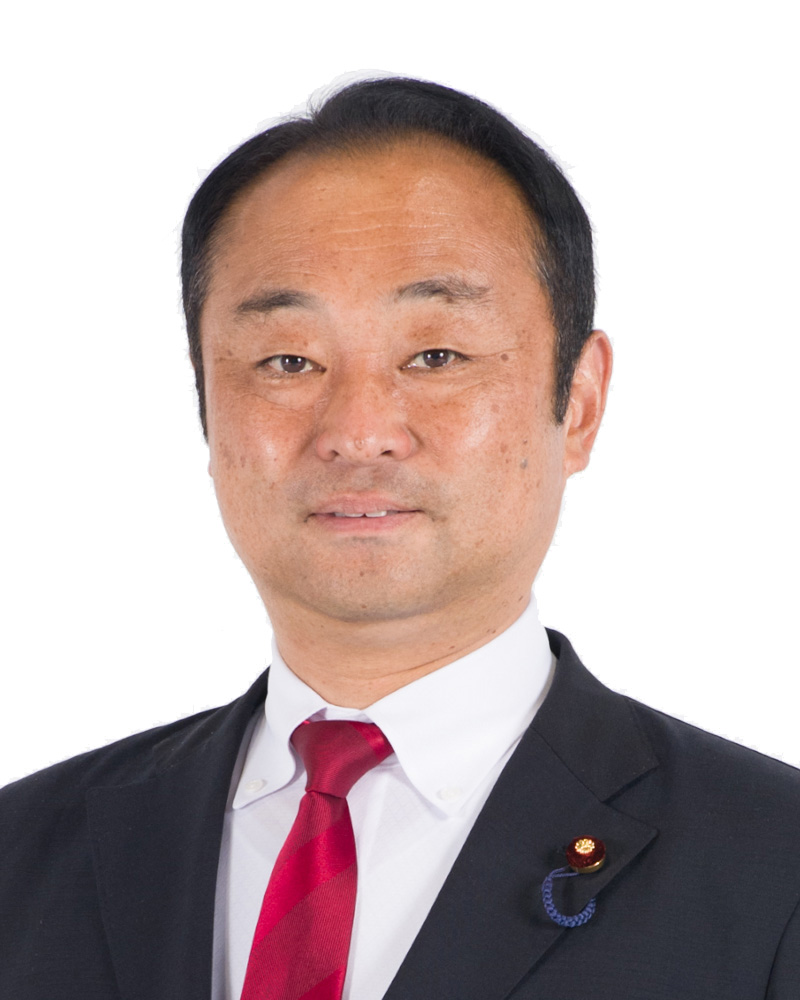
Hiroyuki Miyazawa

Hiroyuki Miyazawa (jap. 宮沢 博行 Miyazawa Hiroyuki; * 10. Januar 1975 im Kreis Iwata, Präfektur Shizuoka) ist ein parteiloser japanischer Politiker. Er war bis 2024 Abgeordneter im Unterhaus des nationalen Parlaments der Liberaldemokratischen Partei (darin zuletzt Abe-Faktion) für den Verhältniswahlblock Tōkai.
Miyazawa, Absolvent der rechtswissenschaftlichen Fakultät der Universität Tokio, wurde 2003 für die erste von drei Amtszeiten ins Parlament der Stadt Iwata gewählt. 2012 trat er zurück. Bei der Unterhauswahl im Dezember 2012 kandidierte er im 3. Wahlkreis Shizuoka, den der ehemalige Sozialminister Hakuo Yanagisawa bei der Wahl 2009 an den Demokraten Nobuhiro Koyama verloren hatte. Miyazawa setzte sich mit 40,3 % der Stimmen gegen den ehemaligen Bürgermeister der Stadt Iwata, Nozomu Suzuki (Ishin, 27,3 %, gewählt im Verhältniswahlblock Tōkai), und Amtsinhaber Koyama (26,6 %) durch und gewann den Sitz für die LDP zurück. 2014 wurde er mit 49,8 % der Stimmen wiedergewählt.  Von 2016 bis 2017 war er für das umgebildete dritte Kabinett Abe parlamentarischer Staatssekretär (daijn seimukan) im Kabinettsamt und dem Verteidigungsministerium.
Bei der Unterhauswahl 2021 unterlag Miyazawa im Wahlkreis Shizuoka 3 Nobuhiro Koyama (inzwischen KDP), gewann aber mit einer relativ knappen Mehrheitswahlniederlage den dritten von neun LDP-Verhältniswahlsitzen in Tōkai.
Miyazawa war von September bis Dezember 2023 für das umgebildete zweite Kabinett Kishida „Staatsminister“ (fuku-daijin) für Verteidigung und im Kabinettsamt. Wegen eines Spendenskandals um unversteuerte Gelder der LDP-Fraktion trat er zurück.
Im April 2024 trat er aufgrund eines privaten Skandals um eine uneheliche Beziehung auch aus dem Parlament zurück und aus der Partei aus. Bei der Unterhauswahl 2024 kandidierte Miyazawa unabhängig in Shizuoka 3 und landete mit 17,8 % der Stimmen nur auf Platz drei hinter Koyama (inzwischen KDP) und dem ehemaligen Parlamentspräsidenten der Stadt Kakegawa, Yūzō Yamamoto (LDP).